# MKS Będzin w sezonie 2015/2016

## Drużyna

### Sztab
| Pierwszy trener                                     | Stelio DeRocco (od 1 stycznia 2016 r.)     |
| Pierwszy trener                                     | Tomasz Wasilkowski (do 31 grudnia 2015 r.) |
| Asystent trenera                                    | Bartłomiej Chmiel                          |
| Asystent trenera                                    | Emil Siewiorek                             |
| Fizjoterapeuta                                      | Agnieszka Bronisz                          |
| Kierownik drużyny                                   | Michał Kocyłowski                          |
| Statystyk/Asystent trenera (od 29 stycznia 2016 r.) | Rafał Murczkiewicz                         |
| Statystyk                                           | Mateusz Musiał                             |

### Zawodnicy
| Nr | Imię i nazwisko                        | Data ur.   | Wzrost | Pozycja      |
| -- | -------------------------------------- | ---------- | ------ | ------------ |
| 1  | Mariusz Schamlewski                    | 16.01.1991 | 197    | środkowy     |
| 2  | Mateusz Wikło (Młodaliga)              | 20.02.1997 | 182    | rozgrywający |
| 3  | Tijmen Laane                           | 02.02.1988 | 206    | przyjmujący  |
| 4  | Maciej Pawliński                       | 02.02.1983 | 193    | przyjmujący  |
| 5  | Piotr Lipiński (do 31 grudnia 2015 r.) | 04.01.1979 | 195    | rozgrywający |
| 5  | Tyler Sanders (od 15 lutego 2016 r.)   | 14.12.1991 | 191    | rozgrywający |
| 6  | Viaceslaw Batchkala                    | 27.07.1994 | 204    | środkowy     |
| 7  | Mariusz Gaca                           | 20.01.1984 | 201    | środkowy     |
| 8  | Jakub Oczko                            | 27.12.1981 | 193    | rozgrywający |
| 9  | Sebastian Warda                        | 18.01.1989 | 205    | środkowy     |
| 10 | Bartosz Kaczmarek                      | 17.01.1991 | 183    | libero       |
| 11 | Harrison Peacock                       | 31.01.1991 | 192    | rozgrywający |
| 12 | Mateusz Piotrowski                     | 24.06.1991 | 200    | atakujący    |
| 13 | Michał Żuk                             | 04.07.1985 | 196    | przyjmujący  |
| 14 | Jakub Peszko                           | 01.04.1992 | 193    | przyjmujący  |
| 15 | Paweł Stysiał (od 1 grudnia 2015 r.)   | 30.01.1997 | 182    | libero       |
| 17 | Michał Kamiński                        | 17.05.1987 | 210    | atakujący    |
| 18 | Dawid Żłobecki (Młodaliga)             | 04.04.1997 | 196    | przyjmujący  |

## Transfery

### Przyszli
| Imię i nazwisko             | Poprzedni klub                |
| --------------------------- | ----------------------------- |
| trener Tomasz Wasilkowski   | MKS Dąbrowa Górnicza          |
| II trener Bartłomiej Chmiel | MUKS Michałkowice (III liga)  |
| II trener Emil Siewiorek    | Płomień Sosnowiec (II liga)   |
| Bartosz Kaczmarek           | Effector Kielce               |
| Mateusz Piotrowski          | AZS Stal Nysa (I liga)        |
| Jakub Peszko                | KS Camper Wyszków (I liga)    |
| Mariusz Schamlewski         | Ślepsk Suwałki (I liga)       |
| Tijmen Laane                | SVG Lüneburg                  |
| Harrison Peacock            | Australian Institute of Sport |
| Viaceslaw Batchkala         | Hapoel Mate-Asher Akko        |
| Michał Kamiński             | Iraklis Saloniki              |
| Piotr Lipiński              | AZS Politechnika Warszawska   |
| Dawid Żłobecki              | Młoda liga                    |
| Paweł Stysiał               | Transfer Bydgoszcz            |
| trener Stelio DeRocco       | -                             |
| Mateusz Wikło               | Młoda liga                    |
| Tyler Sanders               | Budvanska Rivijera Budva      |

### Odeszli
| Imię i nazwisko            | W klubie od | Nowy klub                             |
| -------------------------- | ----------- | ------------------------------------- |
| trener Roberto Santilli    | 2015        | Australia                             |
| trener Damian Dacewicz     | 2013        |                                       |
| II trener Andrzej Stelmach | 2013        | BBTS Bielsko-Biała                    |
| Mikołaj Sarnecki           | 2014        | VK KDS Šport Košice                   |
| Tomasz Tomczyk             | 2012        | (zakończył karierę)                   |
| Tomasz Kowalski            | 2014        | AZS Częstochowa                       |
| Robert Milczarek           | 2014        | PGE Skra Bełchatów                    |
| Miłosz Hebda               | 2014        | Trefl Gdańsk                          |
| Adrian Hunek               | 2013        | Ślepsk Suwałki (I liga)               |
| Grzegorz Wójtowicz         | 2011        | Aluron Virtu Warta Zawiercie (I liga) |
| Marcin Mierzejewski        | 2013        | Victoria Wałbrzych (I liga)           |
| Piotr Lipiński             | 2015        | Victoria Wałbrzych                    |

## Rozgrywki

### Liga

#### Runda zasadnicza
| Data       | Przeciwnik                  | Wynik                                   | Miejsce                                     |
| ---------- | --------------------------- | --------------------------------------- | ------------------------------------------- |
| 31.10.2015 | Jastrzębski Węgiel          | 2:3 (22:25, 19:25, 29:27, 25:21, 15:17) | Hala MOSiR, Sosnowiec                       |
| 07.11.2015 | PGE Skra Bełchatów          | 0:3 (18:25, 23:25, 15:25)               | Hala Energia, Bełchatów                     |
| 11.11.2015 | ZAKSA Kędzierzyn-Koźle      | 0:3 (10:25, 17:25, 18:25)               | Hala Azoty, Kędzierzyn-Koźle                |
| 14.11.2015 | Cuprum Lubin                | 1:3 (26:24, 20:25, 22:25, 22:25)        | Hala MOSiR, Sosnowiec                       |
| 20.11.2015 | AZS Politechnika Warszawska | 3:0 (26:24, 25:18, 25:22)               | Hala MOSiR, Sosnowiec                       |
| 25.11.2015 | Cerrad Czarni Radom         | 0:3 (18:25, 17:25, 22:25)               | Hala MOSiR, Sosnowiec                       |
| 28.11.2015 | Indykpol AZS Olsztyn        | 0:3 (20:25, 14:25, 17:25)               | Hala Urania, Olsztyn                        |
| 04.12.2015 | AZS Częstochowa             | 1:3 (19:25, 25:23, 20:25, 19:25)        | Wielofunkcyjna hala sportowa, Częstochowa   |
| 09.12.2015 | Effector Kielce             | 1:3 (25:17, 22:25, 20:25, 17:25)        | Hala MOSiR, Sosnowiec                       |
| 11.02.2015 | BBTS Bielsko-Biała          | 2:3 (20:25, 23:25, 25:23, 26:24, 5:15)  | Hala widowiskowo-sportowa, Bielsko-Biała    |
| 20.12.2015 | Asseco Resovia Rzeszów      | 0:3 (12:25, 16:25, 19:25)               | Hala MOSiR, Sosnowiec                       |
| 13.01.2016 | Lotos Trefl Gdańsk          | 0:3 (20:25, 11:25, 21:25)               | Hala MOSiR, Sosnowiec                       |
| 15.01.2016 | Łuczniczka Bydgoszcz        | 1:3 (18:25, 23:25, 30:28, 21:25)        | Hala MOSiR, Sosnowiec                       |
|            |                             |                                         |                                             |
| 22.01.2016 | Jastrzębski Węgiel          | 1:3 (16:25, 22:25, 25:22, 18:25)        | Hala widowiskowo-sportowa, Jastrzębie-Zdrój |
| 29.01.2016 | PGE Skra Bełchatów          | 0:3 (23:25, 19:25, 16:25)               | Hala MOSiR, Sosnowiec                       |
| 10.02.2016 | ZAKSA Kędzierzyn-Koźle      | 0:3 (22:25, 13:25, 22:25)               | Hala MOSiR, Sosnowiec                       |
| 13.02.2016 | Cuprum Lubin                | 2:3 (25:23, 14:25, 20:25, 25:23, 7:15)  | Hala widowiskowo-sportowa, Lubin            |
| 17.02.2016 | AZS Politechnika Warszawska | 3:2 (25:23, 27:25, 23:25, 24:26, 15:9)  | Hala Torwar, Warszawa                       |
| 24.02.2016 | Cerrad Czarni Radom         | 0:3 (15:25, 18:25, 24:26)               | Hala sportowa MOSiR, Radom                  |
| 27.02.2016 | Indykpol AZS Olsztyn        | 3:0 (25:23, 25:19, 25:23)               | Hala MOSiR, Sosnowiec                       |
| 06.03.2016 | AZS Częstochowa             | 3:1 (25:22, 26:24, 21:25, 25:21)        | Hala MOSiR, Sosnowiec                       |
| 11.03.2016 | Effector Kielce             | 3:1 (23:25, 28:26, 25:22, 25:19)        | Hala Legionów, Kielce                       |
| 21.03.2016 | BBTS Bielsko-Biała          | 0:3 (25:27, 23:25, 23:25)               | Hala MOSiR, Sosnowiec                       |
| 31.03.2016 | Asseco Resovia Rzeszów      | 1:3 (19:25, 25:23, 18:25, 18:25)        | Hala Podpromie, Rzeszów                     |
| 12.04.2016 | Lotos Trefl Gdańsk          | 1:3 (16:25, 30:28, 15:25, 22:25)        | Ergo Arena, Gdańsk                          |
| 09.04.2016 | Łuczniczka Bydgoszcz        | 0:3 (17:25, 17:25, 15:25)               | Hala Łuczniczka, Bydgoszcz                  |

#### Play-off
| Data       | Przeciwnik      | Wynik                                   | Miejsce               |
| ---------- | --------------- | --------------------------------------- | --------------------- |
| 20.04.2016 | Effector Kielce | 1:3 (25:22, 19:25, 20:25, 16:25)        | Hala MOSiR, Sosnowiec |
| 24.04.2016 | Effector Kielce | 2:3 (25:18, 13:25, 25:22, 22:25, 17:19) | Hala Legionów, Kielce |

### Bilans spotkań
| Rozgrywki        | Ogólnie | Ogólnie | Ogólnie | Ogólnie | Ogólnie | U siebie | U siebie | U siebie | U siebie | U siebie | Na wyjeździe | Na wyjeździe | Na wyjeździe | Na wyjeździe | Na wyjeździe | Miejsce |
| Rozgrywki        | R       | W       | P       | Sety    | Sety    | R        | W        | P        | Sety     | Sety     | R            | W            | P            | Sety         | Sety         | Miejsce |
| ---------------- | ------- | ------- | ------- | ------- | ------- | -------- | -------- | -------- | -------- | -------- | ------------ | ------------ | ------------ | ------------ | ------------ | ------- |
| runda zasadnicza | 26      | 5       | 21      | 28      | 67      | 13       | 3        | 10       | 14       | 31       | 13           | 2            | 11           | 14           | 36           | 14.     |
| play-off         | 2       | 0       | 2       | 3       | 6       | 1        | 0        | 1        | 1        | 3        | 1            | 0            | 1            | 2            | 3            | 14.     |
| Razem            | 28      | 5       | 23      | 31      | 73      | 14       | 3        | 11       | 15       | 34       | 14           | 2            | 12           | 16           | 39           |         |